# Киёвец (Люблинское воеводство)
Киёвец (пол. Kijowiec) — деревня в Бяльском повете Люблинского воеводства Польши. Входит в состав гмины Залесе. По данным переписи 2011 года, в деревне проживало 318 человек.

## География
Деревня расположена на востоке Польши, на левом берегу реки Кшны, на расстоянии приблизительно 16 километров к северо-востоку от города Бяла-Подляска, административного центра повета. Абсолютная высота — 145 метров над уровнем моря. К югу от населённого пункта проходит национальная автодорога 2.

## История
Первое упоминание о церкви в Киёвце относится к 1531 году. В 1577 году упоминается врадник киёвецкий Аврам Кливецкий в связи с приятельским судом, который состоялся с соседнем имении 
Гусинная Воля (Гусинка) в доме Станислава Садовского.
В конце XVIII века деревня входила в состав Брестского повета Великого княжества Литовского.
Согласно «Справочной книжке Седлецкой губернии на 1875 год» деревня входила в состав гмины Добрынь Бельского уезда Седлецкой губернии. В период с 1975 по 1998 годы Киёвец входил в состав Бяльскоподляского воеводства.

## Население
Демографическая структура по состоянию на 31 марта 2011 года:
|         | Всего | До трудоспособного возраста | Трудоспособного возраста | Старше трудоспособного возраста |
| ------- | ----- | --------------------------- | ------------------------ | ------------------------------- |
| Мужчины | 173   | 44                          | 109                      | 20                              |
| Женщины | 145   | 28                          | 77                       | 40                              |
| Всего   | 318   | 72                          | 186                      | 60                              |